# Bianca Del Carretto
Bianca Del Carretto (Rapallo, 28 de agosto de 1985) es una deportista italiana que compite en esgrima, especialista en la modalidad de espada.
Ganó tres medallas en el Campeonato Mundial de Esgrima entre los años 2009 y 2014, y ocho medallas en el Campeonato Europeo de Esgrima entre los años 2003 y 2015.
Participó en los Juegos Olímpicos de Londres 2012, ocupando el séptimo lugar en la prueba por equipos y el 21.º en la individual.

## Palmarés internacional
| Campeonato Mundial | Campeonato Mundial    | Campeonato Mundial | Campeonato Mundial |
| Año                | Lugar                 | Medalla            | Prueba             |
| ------------------ | --------------------- | ------------------ | ------------------ |
| 2009               | Antalya (Turquía)     | Medalla de oro     | Espada por equipos |
| 2011               | Catania (Italia)      | Medalla de bronce  | Espada por equipos |
| 2014               | Kazán (Rusia)         | Medalla de bronce  | Espada por equipos |
| Campeonato Europeo |                       |                    |                    |
| Año                | Lugar                 | Medalla            | Prueba             |
| 2003               | Bourges (Francia)     | Medalla de bronce  | Espada por equipos |
| 2007               | Gante (Bélgica)       | Medalla de oro     | Espada por equipos |
| 2008               | Kiev (Ucrania)        | Medalla de bronce  | Espada individual  |
| 2008               | Kiev (Ucrania)        | Medalla de bronce  | Espada por equipos |
| 2010               | Leipzig (Alemania)    | Medalla de plata   | Espada por equipos |
| 2014               | Estrasburgo (Francia) | Medalla de oro     | Espada individual  |
| 2014               | Estrasburgo (Francia) | Medalla de bronce  | Espada por equipos |
| 2015               | Montreux (Suiza)      | Medalla de bronce  | Espada por equipos |